# الجمعية الإسبانية للنساء الجامعيات
كانت الجمعية الإسبانية للنساء الجامعيات جمعية نسائية بالكامل تأسست في عام ١٩٢٠، على الرغم من أنها كانت تُسمي في البداية *"الشابية الجامعية النسائية"* وكانت إليسا سوريانو فيستشر رئيسة أول مجلس إدارة لها. ومنذ إعادة تأسيسها في عام ٢٠٠٧، أصبح اسمها "الاتحاد الإسباني للجامعيات".

## التاريخ
في عام ١٩٢٠، كان عدد الطالبات المسجلات في الجامعة في إسبانيا حوالي ٣٤٥ طالبة، وكان من بين هؤلاء الطالبات ٣٠٪ ، اي حوالي ١٠٠ طالبة عضوات في هذه الجمعية.
اندمجت الجمعية الأولي بسرعة وهي "اتحاد النساء الجامعيات، في الاتحاد الدولي للجامعيات" الذي كان مقره الرئيسي في لندن، ولهذا السبب حضرت ماريا دي مايثتو المؤتمر الدولي الأول الذي عقد في لندن وقدمت تقريرًا بعنوان "التعليم العالي للمرأة".
وعلى الرغم من أن الوقت كان يبدو أكثر ملائمة لإدماج المرأة في الدراسات الجامعية، و في عام ١٩٢٢، عندما انعقد المؤتمر الدولي الثاني في باريس، لم يظهر تقرير ماريا أي تحسن، بل أظهر تقرير المؤتمر الدولي للدراسات النسائية أن الوضع ازداد سوءًا.
في عام ١٩٢٨، عُقد المؤتمر الثاني عشر في إسبانيا، الذي كان يضم في ذلك الوقت حوالي ١٧٠٠ امرأة مسجلة في الجامعة. 
كانت أهداف الجمعية هي الدفاع عن حقوق المرأة في الالتحاق بالدراسات الجامعية وتغيير في القانون لتجنب التمييز الموجود الذي يمنع النساء من الالتحاق بالتعليم العالي على قدم المساواة مع الرجل.
بين عامي ١٩٢٩ و ١٩٣٦، أصبح الاتحاد النسائي الإسباني شيئًا فشيئًا أكثر التزامًا بالمشاكل التي تجاوزت النضال من أجل المساواة في مجال التعليم، وتغطي المزيد من المشاكل السياسية والاجتماعية للمرأة. قد يكون هذا التغيير في المواقف والأهداف متربطًا من ناحية بالوضع في إسبانيا حاليًا، ومن ناحية أخري، بتغيير الرئيسة التي كانت في ذلك الوقت كلارا كامبوامور.
أدي نشوب الحرب الأهلية إلى التوقف التام للمشروع النقابي الأولي، وعلى الرغم من أنه في عام ١٩٥٣ جرت محاولة لإعادة بدأ الحركة تحت اسم جديد وهو الرابطة الإسبانية للجامعيات، إلا أنه كان يجب توخي الحذر الشديد لتجنب المواجهات مع الدولة الجديدة للسلطة.
وضم مجلس إدارة هذه الجمعية الجديدة ماريا تيريسا بيرميخو (أول رئيسة لهذه المرحلة الجديدة)، و خوستينا رويث مالاكسشيفاريا التي اتصلت بالنساء الأمريكيات والإسبانيات المنفيات. وبعد عامين، في عام ١٩٥٥، ضمت الجمعية أكثر من مئة عضو، ومن بينهن إيسابل جارثيا لوركا، بيلار لاجو دي لابيسا، خيمينا مينينديز بيدال و دولوريس فرانكو و ماريا تيريسا بيرميخو و إيلينا جوميث و سوليداد أورتيجا.
وظلت أهداف الجمعية تتمثل في الدفاع عن حق المرأة في الحصول على فرص متساوية في الدراسة الجامعية وتطورها اللاحق كطالبة، وفي نفس الوقت حاولت الجمعية خلق جو من "التفاهم والأخوة" مع نساء من بلدان أخرى، دون إهمال محاولة الاستمرار في الدفاع عن عقلية أكثر تحررًا، تتوافق مع بدايات الجمعية.
بين عامي ١٩٧٠ و ١٩٧٣، حدثت تغييرات كثيرة وأوضاع متوترة، ويرجع ذلك جزئيًا إلى أزمة هوية الجمعية التي تأثرت بشدة بالتيارات الفكرية النسوية واليسارية التي بدأت تكتسب قوة في المجتمع الإسباني في ذلك الوقت. وقد آلت رئيسة الجمعية إلى ناتاشا سيسينيا التي شعرت أن الوقت قد حان لفتح الجمعية أمام الشابات الجامعيات. وعندما آلت الرئاسة إلى خيمينا ألونسو (بين عامي ١٩٧٣ و ١٩٧٦)، حدث التغيير الحقيقي بين الأجيال، وأصبح الجانب النسوي متجدرًا تمامًا في الجمعية.
كان وصول الديمقراطية إلى إسبانيا وكل التغييرات التي مر بها المجتمع طوال الثمانينيات من القرن العشرين، من المفترض أنها لحظة تراجع للجمعية التي لم تعرف كيف تواجه أهدافها في هذا المجتمع الجديد، الذي أضيف إليه الوضع الاقتصادي الصعب، مما أدى إلى اختفاء الجمعية في عام ١٩٨٩، وكانت آخر رئيسة لها إيلينا أرالوثي.
شهد الاتحاد انتعاشًا جديدًا في عام ٢٠٠٧ عندما اجتمعت مجموعة من الأعضاء من آلابا وبيلباو ومدريد في ليرما (بورجوس) لإنشاء الاتحاد الإسباني للجامعيات للنساء، مستلهمين روح المؤسسين.
في عام ٢٠٢٣، الجمعيات التي تشكلها هي: (رابطة النساء الجامعيات في بيثكايا)، (رابطة النساء الجامعيات في ماربييا)، (رابطة النساء الجامعيات في مورثيا).
وقد تم تعزيز الأهداف على مر السنين، استجابةً للاحتياجات الثقافية للاتحاد، وقبل كل شيء، للاهتمام المتزايد لتسهيل التعليم لأكبر عدد ممكن من النساء. ومن خلال هذه الصيغة يفي الاتحاد النسائي الكوبي بواحد من أعز التزاماته: تكافؤ الفرص من خلال التعليم. 
*الجسر الثقافي للناطقين بالإسبانية* هو مبادرة روّج لها في الأصل الاتحاد النسائي الجامعي في إطار برنامج التوأمة بين الاتحادات الجامعية في العالم العربي(سوق عضوية الاتحاد النسائي الجامعي في العالم العربي). وهي حاليًا تضم اتحادات النساء الجامعيات في الأرجنتين وبوليفيا وإسبانيا والمكسيك وبنما وباراجواي. وتشكل منتدي ثقافي وتوأمة اصيل بين هذه البلدان التي تشترك في اللغة والتاريخ والاهتمامات.